# Старчища
 Тази статия е за селото в Гърция.  За селото в България вижте Старчище.  
Ста̀рчища (на гръцки: Περιθώρι, Перитори, катаревуса: Περιθώριον, Периторион, до 1927 година Στάρτιστα, Старциста) е село в Република Гърция, дем Неврокоп.

## География
Селото е разположено на 600 m надморска височина в Елеската котловина в подножието на Черна гора (Мавро Вуно) в историко-географската област Мървашко. Отстои на 12 километра югозападно от демовия център Зърнево (Като Неврокопи). Селото е изградено на хълм, наречен Кукуль.

## История

### Етимология
Според Йордан Н. Иванов името на селото е патроним от изчезналото лично име Ста̀рчо, Ста̀рко, произхождащо от стар. Сравнимо е селищното име Старчево в Петричко. Жителското име е ста̀рчищя̀нин, ста̀рчищя̀нка, ста̀рчищя̀не.

### В Османската империя
През Възраждането Старчища е едно от големите, будни и развити в стопанско отношение села на Неврокопската кааза с преобладаващо българско население. До средата на XIX век е цъфтящо рударско селище. Малката селска река е богата на магнетитов пясък и по течението ѝ има много задми (рудища) – затова се нарича и Задменска река. В селото има две пехци и един самоков, които работят до края на XIX век. Църквата „Свети Николай“ е построена в 1835 година, а „Животворящ източник“ е от 1876 година.
В 1848 година руският славист Виктор Григорович пише в „Очерк путешествия по Европейской Турции“ за Старчища:
| „ | Старчища на рекичката Цървенина (жителите са българи и турци). | “ |

От 1855 – 1856 година в селото е разкрито училище с преподаване на гръцки език. Голям разцвет в учебното дело се постига в годините от 1867 до 1870 при учителя Никола Падарев, при който се въвежда българския език в училището и църквата. Обучението се води по взаимоучителна метода. В 1873 – 1874 година учител в Старчища е Димитър Мавродиев. В селото се оформят две партии – основна българска и малобройна влашка, подкрепяна от властта. Конфликтът между двата лагера се разраства особено след 1876 година, когато се стига до сбиване в църквата и задържане водачите на българската партия. Спорът завършва в полза на българите, а серският силогос отказва парична помощ за построяване на отделна църква и училище за власите.
В „Етнография на вилаетите Адрианопол, Монастир и Салоника“, издадена в Константинопол в 1878 година и отразяваща статистиката на населението от 1873 година, Старчища (Startchischta) е посочено като село с 325 домакинства със 180 жители мюсюлмани и 880 жители българи.
В 1889 година Стефан Веркович („Топографическо-этнографическій очеркъ Македоніи“) отбелязва Старчища като село с 259 български и 75 турски къщи.
В 1891 година Георги Стрезов пише за селото:
| „ | Старчища, голямо смесено село при полите на Черна гора, на Ю. от Неврокоп 8 часа. До него минува суходолицата Цървенишка; къщите са сградени на хълма Кукул. На И. се простира едноименното поле. Земята тук най-плодородна по цяло Неврокопско; сеят освен житните растения, тютюн и лен; на много места по полето блата, покрити с елхи. По полето, от Зърново като почнем до Долно Броди, се виждат 6 тумби от изкуствена направа (tumulus), каквито ги има и по други места на Балканския полуостров. Училища има 3: българско с 80 ученика; гъркоманско с 30 ученика (поддържа го силогосът) и турско. Българска църква и гъркоманска. | “ |

В 1891 година Васил Кънчов минава през Старчища и пише:
| „ | Селото Старчища ми направи най-хубаво впечатление при самото влизане в него. От изток и от запад на селото се издигат два високи върха – краища на две рътлини, що се спускат от Черна гора. Между тях гъсто са набити селските къщи. На север от селото се протяга весела долина, през която слиза Старчишката река от върховете на планината, а на юг се разстила широко зеленото равно дъно на котловината... В Старчища има 300 къщи българи, 8 къщи власи и 100 къщи турци. Власите и 11 къщи българи още признават гръцкия владика, а останалите са под ведомството на Екзархията. И тук селяните са водили дълги години борба за своята църква и за българското училище. | “ |

Според Кънчов („Македония. Етнография и статистика“) към 1900 година населението на селото брои общо 2265 души, от които 1700 българи-християни, 520 турци и 45 власи.
По данни на секретаря на Българската екзархия Димитър Мишев („La Macédoine et sa Population Chrétienne“) в 1905 година в Старчища има 2320 българи екзархисти, 96 българи патриаршисти гъркомани, 84 власи и 18 цигани. В селото функционира начално българско училище с 2 учители и 86 ученици, както и начално гръцко училище с 1 учител и 8 ученици.
След 1904 година в гръцкото училище в селото преподават учителката В. Пасхали и учителите Г. Зьогас, Георгиос Триандафилидис, Л. Йоанидис и дъщеря му Йоаниду.
По-голямата църква в селото „Свети Николай“ e строена в 1835 година и е на екзархистите. Църквата е изписана със сюжети от българската история: Покръстването на Борис I, Проповед на светите братя Кирил и Методий, Борис I се бие с непокорните боляри, Борис I поставя на трона Симеон и ослепява Владимир.
В рапорт до Иларион Неврокопски от 1909 година пише за Старчища:
| „ | С. Старчища... е разположено в подножието на Черна гора. През селото минава малка рекичка, която през лятото почти пресъхва. Има хубаво, плодородно поле, което се слави с тучни и добри растения. През полето минава р. Цървеница, която се разлива през полето и прави много пакости. Тази река минава през пещерата на планитата и излиза точно до с. Кубалница, Драмско. Тук тя носи името Панега Старчища има 274 къщи български с 1280 – 1300 души население, 200 къщи турски с 500 души и 15 къщи власи, които се гърчеят. Селяните се занимават със земеделие и скотовъдство. Земеделците обработват и житни растения. Повечето земеделци са власи. Повечето земи са владение на турското население, между които се намират главните богаташи. Черквата „Св. Никола“ е голямо и хубаво здание. Намира се в средата на селото, в българската част. Училището е хубаво, здраво здание, но сега се нуждае от ремонт и поправяне. | “ |

Според гръцката статистика, през 1913 година в Старчища (Στάρτσιστα) живеят 1951 души.
При избухването на Балканската война в 1912 година 47 души от Старчища са доброволци в Македоно-одринското опълчение.

### В Гърция
През войната селото е освободено от Българската армия, но след Междусъюзническата война Старчища попада в Гърция. Голям брой български семейства бягат в България. По време на българското управление в селото през Първата световна война селото е обслужвано от свещеника от Тешово.
През 1919 и 1925 година българското население на селото се изселва в България – в Неврокоп и района, Пещера, Пловдив и други. Официално след 1934 година в България се изселват 542 души. На тяхно място се заселват няколко десетки гръцки колонисти от Мала Азия. В 1927 година името на селото е сменено на Перитори. Към 1928 година Старчища е смесено местно-бежанско село с 213 семейства и 811 души бежанци. В 1940 година селото има 2579 жители, но 500 от тях са войници от граничния гарнизон. В 1945 – 1946 година още жители на селото се изселват в България.
През февруари 1945 година селото е нападнато от четата на Теодос Бурджис, която убива 7 души, а много от жителите на Старчища бягат в България.
След 60-те години на XX век започва миграция към големите градове. Населението отглежда тютюн, жито и други земеделски култури, като се занимава и със скотовъдство.
| Име       | Име        | Ново име   | Ново име  | Описание                                      |
| --------- | ---------- | ---------- | --------- | --------------------------------------------- |
| Бутун     | Μπουτούνι  | Лаготопос  | Λαγότοπος | връх в Черна гора на З от Старчища            |
| Бутун     | Μπουντούνι | Лагорема   | Λαγόρρεμα | река на С от Старчища                         |
| Кури тепе | Κουρί Τεπέ | Ксиролофос | Ξηρόλοφος | връх в Черна гора на ЮЗ от Старчища (905,2 m) |

В 1986 година Старчищкият конак е обявен за паменник на културата.
| Година    | 1913 | 1920 | 1928 | 1940 | 1951 | 1961 | 1971 | 1981 | 1991 | 2001 | 2011 | 2021 |
| --------- | ---- | ---- | ---- | ---- | ---- | ---- | ---- | ---- | ---- | ---- | ---- | ---- |
| Население | 1951 | 1539 | 1377 | 2579 | 1290 | 1431 | 1163 | 982  | 943  | 833  | 898  | 569  |

## Личности
Родени в Старчища
- Анастас войвода, български хайдутин и революционер[29]
- Ангел Герчев (1845 – 1924), български опълченец, унтерофицер
- Атанас Гущанов (около 1850 – ?), български просветен деец
- Атанас Киряков (1885 – 1940), български революционер, деец на ВМОРО и ВМРО
- Атанас Попвълчев (1890 – 1922), български революционер, деец на ВМРО
- Хаджи поп Атанас Хрисимов (около 1820 – 1889), български църковен деец
- Георги Ангелов Месов – Бирбичука (Бир Бучука, 1880 – след 1943),[30] български революционер, деец на ВМОРО[31]
- Георги Шопов (1844 – 1920), български опълченец
- Димитър Запрев (? – 1909), български революционер
- Димитър и Георги Варадинови (Варадеви), дейци на ВМОРО, участници в Илинденското въстание с четата на Атанас Тешовалията и в установяването на Екзархията в Драмско и Неврокопско. Георги участва в Балканските войни и в Първата световна с Пети пехотен македонски полк, след установяването на комунистическия режим в България, емигрира със сина си в Торонто, където умира на 103 г.[32]
- Димитър Георгиев (Δημήτριος Γεωργιάδης, Димитриос Георгиадис), гръцки андартски деец, училищен настоятел, получавал пари от гръцкото консулство за дейността си[33]
- Димитър (Митруш) Славков, български революционер, деец на ВМОРО, умрял преди 1918 г.[31]
- Зьогас (Ζιώγας), гръцки андартски деец, училищен настоятел, получавал пари от гръцкото консулство[34]
- Иван Гавалюгов, български общественик
- Иван Герчев, български революционер, деец на ВМОРО, жив към 1918 г.[31]
- Иван Дячев, доброволец в четата на Иван Атанасов – Инджето през Сръбско-българската война в 1885 година[35]
- Иван Келпеков (? – 1945), български революционер
- Иван Аврионов (Ιωάννης Αβριωνίδης η Αβριώνης, Йоанис Аврионидис или Аврионис, 1887 – ?), гръцки андартски деец, четник и връзка със Сярското консулство, убит е в сражение с българи[33]
- Илия Дедостефанин, български революционер, деец на ВМРО[36]
- Илия Димитров Славков (1898 –  след 1944), български политик, народен представител в XXV народно събрание[37]
- Илия Иванов (Ηλίας Ιωάννου, Илиас Йоану), гръцки андартски деец, училищен настоятел, получавал пари от гръцкото консулство[38]
- Илия Костадинов Бенев (1882 – след 1943), македоно-одрински опълченец, служи в 3-та рота на 5-а одринска дружина, носител на орден „За храброст“ IV степен;[39] на 15 март 1943 година като жител на Бургас подава молба за българска народна пенсия, която е одобрена и пенсията е отпусната от Министерския съвет на Царство България[40]
- Коста Хрисимов – Смилец, български революционер
- Никола Атанасов Гърманлиев (1912 – 1944), български партизанин, ятак[41]
- Никола Наков (Νικόλαος Νάκου, Николаос Наку), гръцки андартски деец и училищен настоятел, получавал пари от гръцкото консулство за дейността си[38]
- Стоян Бумков, български революционер, деец на ВМРО[36]
- Стоян Карастоилов (Стоян войвода) (1848 – 1878), български революционер
- Стоян Филипов (1877 – 1944), български революционер
- Тодор Паскалев (1870 – ?), български революционер
- Тодор Илиев Киряков (1914 – 1944), български партизанин, ятак[41]
- Тодор Старчищки (Тодор войвода), български хайдутин и революционер

Македоно-одрински опълченци от Старчища
- Андон Ангелов, 24-годишен, 3 рота на 5 одринска дружина, ранен[42]
- Атанас А. Запрев, 22-годишен, 2 рота на 11 серска дружина, награден с орден „За военна заслуга“,[43] починал на 5 юли 1913 година.[44]
- Атанас Ив. Ангелов, 26-годишен, учител, VI клас, 3 рота на 13 кукушка дружина, безследно изчезнал на 25 юни 1913 година[42]
- Георги Ангелов, 20-годишен, земеделец, III отделение, четата на Стоян Филипов, нестроева рота на 13 кукушка дружина[45]
- Георги Ангелов, 31 (32)-годишен, жител на Пазарджик, четата на Стоян Мълчанков[45]
- Георги Газоев, 20-годишен, земеделец, грамотен, четата на Стоян Филипов[46]
- Петър Атанасов, 29-годишен, 3 рота на 5 одринска дружина[47]